# FC Ismaning
Der FC Ismaning ist ein Fußballverein aus dem nördlich von München liegenden Ismaning. Die erste Mannschaft des fast 700 Mitglieder zählenden Vereins spielt in der fünftklassigen Bayernliga Süd.

## Geschichte

Eintrittskarte zum Pokalspiel gegen Borussia Dortmund, 2000

Der Verein wurde 1921 gegründet und nahm 1924 den ordentlichen Spielbetrieb auf. Bis Mitte der 1990er-Jahre spielte der Verein in unterklassigen Ligen des Fußballkreises München. 1996 stieg der FC Ismaning erstmals in die fünftklassige Landesliga Süd auf.
Das Jahr 2000 war das bislang erfolgreichste Jahr des Vereinsgeschichte: Man konnte sowohl den Aufstieg in die damals viertklassige Bayernliga als auch den bayerischen Pokalsieg feiern. Durch letzteren qualifizierte sich der Verein für die erste DFB-Pokal-Hauptrunde und traf dort auf den Bundesligisten Borussia Dortmund. Das Spiel im heimischen Stadion an der Lindenstraße endete vor rund 7500 Zuschauern mit 0:4.
In den Folgejahren konnte sich der FC Ismaning in der Bayernliga etablieren, die ab 2008 infolge der Einführung der 3. Liga nur noch die fünfthöchste Spielklasse war. Nach der Vize-Meisterschaft 2010 wurde Ismaning in der Saison 2010/11 Meister der Bayernliga, verzichtete jedoch auf den möglichen Aufstieg in die viertklassige Regionalliga Süd aufgrund zu hoher Lizenzanforderungen.
Ein Jahr später qualifizierte sich der FCI für die neue viertklassige Regionalliga Bayern, aus der er am Ende der Saison 2012/13 trotz guten Starts als Vorletzter in die nun zweigleisige Bayernliga abstieg. Im Folgejahr rutschte der FCI als Tabellenschlusslicht direkt in die sechstklassige Landesliga Südost durch. Im Frühjahr 2016 gelang die Rückkehr in die Bayernliga Süd, in der der Verein seitdem spielt.
Im März 2007 trat nach 25 Jahren im Amt der Vereinsvorsitzende Helmut Horst zurück und wurde durch Andres Hobmeier ersetzt. 2010 übernahm Hans Blößl, im März 2014 Christian Ludwig die Aufgabe des Vereinsvorsitzenden. Seit April 2015 ist Roland Boenke Präsident des FC Ismaning.

## Jugend
Seit der Saison 2013/14 spielt die Jugend des FC Ismaning mit seinen Großfeldmannschaften mindestens in der Bezirksoberliga. Dies war der ausschlaggebende Anreiz, die Jugendabteilung des FCI als Nachwuchs-Förderzentrum weiter zu führen. Ziel des FC Ismaning ist, ein anerkanntes Nachwuchs-Leistungszentrum des Bayerischen Fußball-Verbandes zu werden. In der Saison 2015/2016 spielte der FC Ismaning erstmals sowohl mit seiner U19 als auch mit seiner U17 in der Landesliga.
2015 gewann die U11 des FC Ismaning den Merkur Cup, der mit rund 450 teilnehmenden Teams aus Oberbayern als größtes E-Jugend-Turnier der Welt gilt. In der Geschichte des Turniers war das zuvor nur den Nachwuchsmannschaften der großen Münchner Vereine FC Bayern, TSV 1860 und der SpVgg Unterhaching gelungen.

## Sportliche Erfolge
1. Mannschaft
- 1957: Aufstieg in die A-Klasse
- 1982: Aufstieg in die Bezirksliga
- 1994: Aufstieg in die Bezirksoberliga
- 1996: Aufstieg in die Landesliga Süd
- 2000: Aufstieg in die Bayernliga
- 2000: Bayerischer Pokalsieger (4:2-Sieg gegen TSV Rain)
- 2000: DFB-Pokal-Hauptrunde gegen Borussia Dortmund (0:4-Niederlage) mit Rekordkulisse von 7.500 Zuschauern
- 2003: 3. Platz Bayernliga
- 2004: 3. Platz Bayernliga
- 2005: 3. Platz Bayernliga (Beantragung der Regionalliga-Lizenz beim DFB)
- 2010: 2. Platz Bayernliga
- 2011: Meister Bayernliga (freiwilliger Verzicht auf den Aufstieg aufgrund zu hoher Lizenzanforderungen)
- 2012: Aufstieg in die Regionalliga Bayern
- 2016: Meister der Landesliga Bayern Südost, Aufstieg in die Bayernliga

## Platzierungen
| Saison  | Liga                | Platz | Spiele | Tore  | Punkte                  |
| ------- | ------------------- | ----- | ------ | ----- | ----------------------- |
| 2000/01 | Bayernliga          | 08.   | 38     | 57:42 | 59                      |
| 2001/02 | Bayernliga          | 09.   | 36     | 51:57 | 48                      |
| 2002/03 | Bayernliga          | 03.   | 34     | 77:42 | 66                      |
| 2003/04 | Bayernliga          | 03.   | 34     | 63:47 | 59                      |
| 2004/05 | Bayernliga          | 03.   | 34     | 58:44 | 58                      |
| 2005/06 | Bayernliga          | 06.   | 34     | 54:44 | 48                      |
| 2006/07 | Bayernliga          | 14.   | 36     | 44:52 | 45                      |
| 2007/08 | Bayernliga          | 10.   | 34     | 49:57 | 43                      |
| 2008/09 | Bayernliga          | 11.   | 34     | 61:60 | 41                      |
| 2009/10 | Bayernliga          | 02.   | 36     | 70:47 | 63                      |
| 2010/11 | Bayernliga          | 01.   | 34     | 72:48 | 66                      |
| 2011/12 | Bayernliga          | 09.   | 34     | 52:47 | 47                      |
| 2012/13 | Regionalliga Bayern | 19.   | 38     | 38:48 | 36                      |
| 2013/14 | Bayernliga Süd      | 18.   | 34     | 39:59 | 29                      |
| 2014/15 | Landesliga Südost   | 08.   | 30     | 37:42 | 37                      |
| 2015/16 | Landesliga Südost   | 01.   | 34     | 77:31 | 78                      |
| 2016/17 | Bayernliga Süd      | 11.   | 34     | 52:52 | 42                      |
| 2017/18 | Bayernliga Süd      | 11.   | 36     | 70:70 | 47                      |
| 2018/19 | Bayernliga Süd      | 15.   | 34     | 45:51 | 37                      |
| 2019-21 | Bayernliga Süd      | 10.   | 26     | 45:39 | 33 (Saison abgebrochen) |
| 2021/22 | Bayernliga Süd      | 06.   | 36     | 45:41 | 51                      |
| 2022/23 | Bayernliga Süd      | 10.   | 34     | 47:52 | 50                      |
| 2023/24 | Bayernliga Süd      | 13.   | 34     | 44:62 | 43                      |
| 2024/25 | Bayernliga Süd      | 13.   | 34     | 35:51 | 35                      |

## Stadion
Der FC Ismaning verfügt über mehrere Spielstätten. Die erste Mannschaft des FCI bestreitet ihre Spiele in der seit 2015 als Prof. Erich Greipl Stadion bezeichneten Sportstätte in der Leuchtenbergstraße 25. Die Spiele der U23 sowie der Jugendmannschaften und der Damenmannschaft finden im Sportpark Ismaning in der Grünfleckstraße 1 statt. Hier befinden sich vier Rasenplätze sowie zwei Kunstrasenplätze der neuesten Generation.

## Mitglieder
Beim FC Ismaning sind derzeit 654 Mitglieder angemeldet.

## Bekannte Spieler
- Manuel Baum, Torwart, 1998 bis 2006, später Trainer in der Bundesliga
- Uli Fries, Mittelfeld, 2009 bis 2013, zuvor Profi bei Wacker Burghausen
- Robert Lechleiter, Sturm, 2001 bis 2003, später Profi bei SpVgg Unterhaching, Hansa Rostock und VfR Aalen
- Stefan Leitl, späterer Bundesligaspieler und -trainer, spielte als Kind für den FC Ismaning
- Stefan Marinovic, Torwart, 2013, späterer Profi und neuseeländischer Nationalspieler
- Florian Niederlechner, Sturm, 2010/2011, später Bundesliga-Profi bei 1. FSV Mainz 05, SC Freiburg, FC Augsburg und Hertha BSC
- Noel Niemann, Sturm, später Profi bei Arminia Bielefeld und VfL Osnabrück, spielte in der Jugend für den FC Ismaning
- Michael Öller, Mittelfeld, 2005 bis 2009, zuvor u. a. bei TSG 1899 Hoffenheim, 1. FC Saarbrücken und TSV 1860 München
- Dennis Polak, 2001 bis 2003, später bei der SpVgg Unterhaching
- Marcel Richter, 2002/03 sowie 2005 bis 2007, dazwischen beim TSV 1860 München
- Tobias Schweinsteiger, Rückrunde 2003/04, später Profi bei Eintracht Braunschweig, der SpVgg Unterhaching und dem SSV Jahn Regensburg
- Jan Schlösser, Torwart, 2007 bis 2009, zuvor beim FC Bayern München
- Michael Schrodi, Mittelfeld, Abgeordneter im Bundestag
- Yasin Yılmaz, Mittelfeld, zuvor Profi bei der SpVgg Unterhaching und in der Türkei